# Astacoides granulimanus
Astacoides granulimanus é uma espécie de crustáceo da família Parastacidae.
É endémica de Madagáscar.
É uma espécie de crescimento lento. Está ameaçada, assim como as outras espécies do género Astacoides, por perda de habitat.